# Newmarket (hrabstwo Rockingham)
Newmarket – jednostka osadnicza w Stanach Zjednoczonych, w stanie New Hampshire, w hrabstwie Rockingham.